# Nanoindentazione
La nanoindentazione o nanoindentatura si riferisce a una varietà di test di durezza di indentazione applicata a piccoli volumi. L'indentazione è forse il più comune mezzo per testare le proprietà meccaniche dei materiali. La tecnica ha la sua origine nella scala di Mohs per la durezza, dove i materiali 
vengono classificati in base a ciò che possono graffiare e, a loro volta, in base a quale altro materiale possono essere graffiati. La caratterizzazione di solidi in questo modo si realizza essenzialmente su una scala discreta, così molti sforzi sono stati spesi al fine di sviluppare tecniche per la valutazione della durezza del materiale secondo un campo di variabilità continuo. Pertanto, sono stati adottati i test di durezza di Meyer, Knoop, Brinell, Rockwell e Vickers. Più di recente (1975 ca.), la tecnica della nanoindentazione è stata istituita come lo strumento principale per indagare la durezza dei piccoli volumi di materiale.

## Origine
In un test di indentazione tradizionale (macro o micro indentazione), una punta dura le cui proprietà meccaniche sono note (di solito fatta di un materiale molto duro come il diamante), viene premuta in un campione le cui proprietà non sono note. Il carico posto sulla punta dell'indentatore viene ad aumentare ulteriormente come la punta penetra nel campione, raggiungendo presto un valore definito dall'utente. A questo punto, il carico può essere mantenuto costante per un periodo o rimosso. Viene misurata l'area dell'indentazione residua nel campione e la durezza, {\displaystyle H}, è definita come il carico massimo, {\displaystyle P_{max}}, diviso per l'area di indentazione residua, {\displaystyle A_{r}}, o
{\displaystyle H={\frac {P_{max}}{A_{r}}}}.
Per la maggior parte delle tecniche, l'area proiettata può essere misurata direttamente mediante la microscopia ottica. Come si può vedere da questa equazione, un dato carico farà una tacca (indent) più piccola in un materiale "duro" che in uno "tenero".
Questa tecnica è limitata a causa delle forme di punta ampie e varie, degli impianti di indentatori che non hanno una risoluzione spaziale molto buona (la localizzazione dell'area da indentare è molto difficile da specificare con precisione). Il confronto tra gli esperimenti, in genere fatti in laboratori diversi, è difficile e spesso insignificante. La nanoindentazione migliora in base a questi test di indentazione micro e macro indentando su nanoscala con una forma di punta molto precisa, alte risoluzioni spaziali per posizionare le tacche (indents) e fornendo in tempo reale i dati relativi al carico/spostamento (in superficie) mentre è in corso l'indentazione.

## Nanoindentazione

Figura 1. Schema di curva di carico-spostamento per un test fornito di nanoindentazione

In nanoindentazione vengono utilizzati piccoli carichi e varie dimensioni di punta, in modo che l'area di indentazione possa essere solo di alcuni micrometri o anche nanometri quadrati. Ciò presenta problemi nel determinare la durezza, dato che l'area di contatto non viene facilmente trovata. Possono essere impiegate le tecniche della microscopia a forza atomica o della microscopia elettronica a scansione per raffigurare l'indentazione, ma ciò può essere molto ingombrante, perciò viene impiegato un indentatore con una geometria conosciuta ad alta precisione (di solito una punta di Berkovich che ha una geometria di una piramide a tre lati).  Durante il processo dell'indentazione strumentata viene effettuata una registrazione della profondità di penetrazione e dunque l'area della tacca (indent) viene determinata usando la geometria nota della punta di indentazione, mentre possono essere misurati i vari parametri di indentatura, come il carico e la profondità di penetrazione. Una registrazione di questi valori può essere riportata su un grafico per creare una curva di carico-spostamento (come quella mostrata nella figura 1). Queste curve possono essere usate per estrarre le proprietà meccaniche del materiale.
- Modulo di elasticità: l'inclinazione della curva, {\displaystyle dP/dh}, riguardo allo scaricamento è indicativa della rigidezza {\displaystyle S} del contatto. Questo valore comprende in generale un contributo sia dal materiale in fase che si sta testando che dalla risposta del dispositivo stesso che pratica il test. La rigidezza del contatto può essere usata per calcolare il modulo ridotto di elasticità {\displaystyle E_{r}} come

{\displaystyle E_{r}={\frac {1}{\beta }}{\frac {\sqrt {\pi }}{2}}{\frac {S}{\sqrt {A(h_{c})}}},}
dove {\displaystyle A(h_{c})} è l'area dell'indentazione alla profondità del contatto {\displaystyle h_{c}} (la profondità dell'indentazione residua) e {\displaystyle \beta } è una costante geometrica dell'ordine dell'unità. La {\displaystyle A(h_{c})} viene spesso approssimata per mezzo di un polinomio adatto come mostrato sotto per una punta di Berkovich:
{\displaystyle A(h_{c})=24.5h_{c}^{2}+C_{1}h_{c}^{1}+C_{2}h_{c}^{1/2}+C_{3}h_{c}^{1/4}+\ldots +C_{8}h_{c}^{1/128}}
Il modolo ridotto {\displaystyle E_{r}} è correlato al modulo di elasticità {\displaystyle E_{s}} del campione da testare per mezzo della seguente relazione della meccanica del contatto:
{\displaystyle 1/E_{r}=(1-\nu _{i}^{2})/E_{i}+(1-\nu _{s}^{2})/E_{s}.}
Qui, il deponente {\displaystyle i} indica una proprietà del materiale dell'indentatore e {\displaystyle \nu } è il modulo di Poisson.  Per una punta di indentatore di diamante, {\displaystyle E_{i}} è 1140 GPa e {\displaystyle \nu _{i}} è 0,07. Il modulo di Poisson del campione, {\displaystyle \nu _{s}}, in genere varia da 0 a 0,5 per la maggior parte dei materiali (sebbene possa essere negativo) ed è tipicamente di circa 0,3.

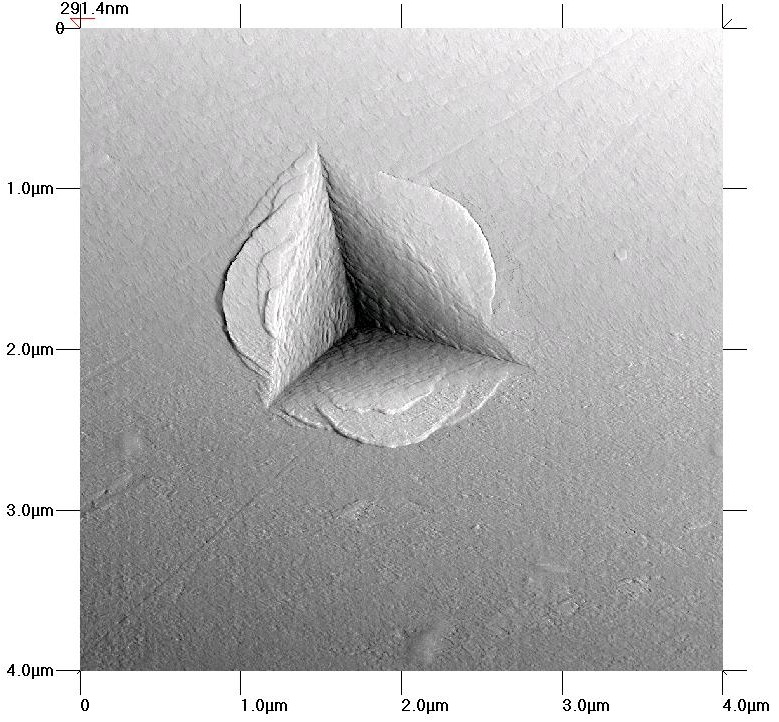
Un'immagine AFM di un incavo (indent) lasciato da una punta di Berkovich in un vetro metallico di Zr-Cu-Al; Il flusso plastico del materiale intorno all'indentatore è apparente.

- Durezza: ci sono due diversi tipi di durezza che possono essere ottenuti da un nanoindentatore: una è come quella nei test tradizionali di macroindentazione in cui si raggiunge un unico valore di durezza per esperimento; l'altra è basata sulla durezza del materiale come il risultato indentato nella durezza in funzione della profondità. (Questo è disponibile solo in indentatori MTS, la cosiddetta opzione di "rigidezza continua" nei modelli più vecchi [come il Nano Indentatore II].)

{\displaystyle H={\frac {P_{max}}{A_{r}}}.}
La durezza è data dalla equazione di cui sopra, in relazione al carico massimo per l'area di indentazione. L'area può essere misurata in situ dopo l'indentazione per mezzo della microscopia a forza atomica o 'dopo l'evento' tramite la microscopia ottica (o elettronica). Un esempio di immagine di indentazione, da cui l'area può essere determinata, viene mostrata a destra.
Alcuni nanoindentatori usano una funzione di area basata sulla geometria della punta, per compensare il carico elastico durante il test. L'uso di questa funzione di area fornisce un metodo per ottenere valori di nanodurezza in tempo reale da un grafico di carico-spostamento. Tuttavia, vi è una certa controversia sull'uso delle funzioni di area per stimare le aree residuali rispetto alla misurazione diretta. Una funzione di area {\displaystyle A(h)} descrive in genere l'area progettata di una tacca (indent) come una funzione polinomiale di 2º ordine della profondità  {\displaystyle h} dell'indentatore. L'applicazione esclusiva di una funzione di area, in assenza di una conoscenza adeguata della risposta del materiale può portare a interpretazioni errate dei dati risultanti. Il controllo incrociato microscopico delle aree deve essere incoraggiato. 
- Sensibilità alla variazione di tensione: La sensibilità alla variazione di tensione del sollecitazione del flusso {\displaystyle m} viene definita come

{\displaystyle m={\frac {\partial \ln {\sigma }}{\partial \ln {\dot {\varepsilon }}}},}
dove {\displaystyle \sigma =\sigma ({\dot {\varepsilon }})} è la tensione di flusso e {\displaystyle {\dot {\varepsilon }}} è la quantità di tensione prodotta sotto l'indentatore. Per gli esperimenti di nanoindentazione che comprendono un periodo di tenuta (holding) a carico costante (vale a dire, la superficie, la zona superiore della curva di carico-spostamento), {\displaystyle m} può essere determinata da
{\displaystyle d\ln {H}=md\ln {\dot {\varepsilon _{p}}}+nd\ln {h_{p}}.}
Il deponente {\displaystyle p} indica che questi valori vengano ad essere determinati soltanto dai componenti plastici.
- Volume di attivazione: interpretato vagamente come il volume spazzato dalle dislocazioni durante l'attivazione termica, il volume di attivazione {\displaystyle V^{*}} è

{\displaystyle V^{*}=9k_{B}T{\frac {\partial \ln {\dot {\varepsilon }}}{\partial H}},}
dove {\displaystyle T} è la temperatura e {\displaystyle k_{B}} è la costante di Boltzmann. Dalla definizione di {\displaystyle m}, è facile vedere che {\displaystyle V^{*}\propto (Hm)^{-1}}.

## Software
Il software è il metodo migliore per analizzare il carico di nanoindentazione contro la curva di spostamento per la durezza e i calcoli del modulo elastico. La durezza di Martens, {\displaystyle HM}, è un software relativamente semplice da sviluppare per un programmatore principiante. Il software inizia la ricerca dello spostamento massimo, {\displaystyle h_{max}}, del punto e del carico massimo, {\displaystyle P_{max}}. 
{\displaystyle HM={\frac {P_{max}}{A_{p}}}.}
Lo spostamento viene utilizzato per calcolare l'area di contatto progettata, {\displaystyle A_{p}}, in base alla geometria dell'indentatore. Per un perfetto indentatore di Berkovich la relazione è {\displaystyle A_{p}=24.5h_{max}^{2}}. Poiché le dimensioni della tacca (indent) diminuiscono, l'errore causato dall'arrotondamento della punta aumenta. L'usura della punta può essere valutata all'interno del software utilizzando una funzione polinomiale semplice. Come la punta dell'indentatore si consuma il valore {\displaystyle C_{1}} aumenterà. L'utente avrà la possibilità di immettere i valori per {\displaystyle C_{0}} e {\displaystyle C_{1}} basati su misurazioni delle immagini del SEM o del AFM della punta dell'indentatore o indirettamente usando un materiale di modulo elastico noto o un'immagine AFM di un'indentazione. Il software SPIPTM dell'Image Metrology ha sia metodi diretti che indiretti per calcolare i coefficienti della forma della punta.
{\displaystyle A_{p}=C_{0}h_{max}^{2}+C_{1}h_{max}.}
Il calcolo del modulo elastico con il software comporta l'uso di tecniche software di filtraggio per separare i dati critici di scaricamento dal resto dei dati di carico-spostamento. I punti iniziali e finali si trovano di solito utilizzando percentuali definite dall'utente. Questo input dell'utente aumenta la variabilità a causa di possibili errori umani. Sarebbe meglio se l'intero processo di calcolo fosse fatto automaticamente per ottenere risultati più coerenti. Una buona macchina di nanoindentazione stampa i dati della curva di carico scarico con etichette per ciascuno dei segmenti quali la caricamento, presa (hold) superiore, lo scaricamento, la presa inferiore e il ricaricamento. Se sono utilizzati dunque cicli multipli, ognuno di essi deve essere etichettato. Tuttavia i nanoindentatori forniscono soltanto i dati grezzi per le curve di carico-scarico. Una tecnica software in automatico trova il netto cambiamento del tempo di presa (hold) superiore per l'inizio dello scaricamento. Questo può essere trovato facendo una misura lineare dei dati di tempo di presa. I dati di scarico hanno inizio quando il carico è di 1,5 volte inferiore alla deviazione standard rispetto al carico del tempo di presa. Il punto minimo dei dati è la fine dei dati di scarico. Il computer calcola il modulo elastico con questi dati in base all'Oliver Pharr (non lineare). Il metodo Doerner-Nix è meno complicato da programmare perché è una misura della curva lineare dei minimi selezionati per i dati di massima. Tuttavia, resta limitato in quanto il modulo elastico calcolato aumenterà in base a quanti più punti di dati vengono usati insieme alla curva di scarico. La curva non lineare di Oliver-Pharr fornisce il metodo per i dati della curva di scarico, dove {\displaystyle h} è la variabile di profondità, {\displaystyle h_{f}} è la profondità finale e {\displaystyle k} e {\displaystyle m} sono costanti e coefficienti. Il software deve usare un metodo di convergenza non lineare di risoluzione per {\displaystyle k}, {\displaystyle h_{f}} e {\displaystyle m} che meglio si adatta ai dati di scarico. L'inclinazione è calcolata distinguendo dP/dh nello spostamento massimo.
Si potrebbe usare un linguaggio di programmazione come Matlab, C++, Basic o VB-Excel. Gli articoli riguardanti il software per l'analisi della nanoindentazione sono disponibili su Internet.
{\displaystyle P=k\left(h-h_{f}\right)^{m}.}

## Dispositivi
La costruzione di un sistema di indentazione per rilevare la profondità è reso possibile attraverso l'inclusione di sistemi molto sensibili allo spostamento e al rilevamento del carico. I trasduttori di carico devono essere in grado di misurare le forze nel campo dei micronewton e i sensori dello spostamento sono molto spesso capaci di una risoluzione al di sotto del nanometro. L'isolamento ambientale è essenziale per il funzionamento dello strumento. Le vibrazioni trasmesse al dispositivo, le fluttuazioni di temperatura e pressione atmosferiche e le fluttuazioni termiche dei componenti nel corso di un esperimento possono causare errori significativi.

## Limitazioni
I metodi convenzionali di nanoindentazione per il calcolo del modulo di elasticità (basato sulla curva di scarico) sono limitati ai materiali isotropi lineari. I problemi connessi con l'"accatastamento" (pile-up) o la "penetrazione" (sink-in) del materiale sui bordi del tacca (indent), durante il processo di indentazione restano un problema che è ancora oggetto di indagine.
È possibile misurare l'area di contatto dell'accatastamento utilizzando l'analisi computerizzata di immagini di indentazione fornite dal microscopio a forza atomica (AFM). Questo processo dipende anche dal recupero isotropico lineare elastico per la ricostruzione della tacca (indent).

### Fonti
- (EN) Fischer-Cripps, A.C. Nanoindentation. (Springer: New York), 2004.
- (EN) W.C. Oliver, G.M. Pharr J. Mater. Res. 7 (1992) 1564.
- (EN) Y.-T. Cheng, C.-M. Cheng, Scaling, dimensional analysis, and indentation measurements, Mater. Sci. Eng. R, 44 (2004) 91.
- (EN) J. Malzbender, J.M.J. den Toonder, A.R. Balkenende, G. de With, A Methodology to Determine the Mechanical Properties of Thin Films, with Application to Nano-Particle Filled Methyltrimethoxysilane Sol-Gel Coatings, Mater. Sci. Eng. Reports 36 (2002) 47.